# Mujigen Hunter Fandora
 Mujigen Hunter Fandora (夢次元ハンター　ファンドラ, Yume jigen Hantā Fandora), encore connu sous le nom Dream-dimension Hunter Fandora, est un manga de science fiction de Go Nagai. Il fut adapté sous forme de trois films d'animation OAV, sortis entre 1985 et 1986 au Japon.

## Synopsis
Dans un futur distant où le voyage spatial inter-dimensionnel est chose courante, la chasseuse de prime Fandora et son partenaire Que, un change-forme qui est aussi son gardien, parcourt les dimensions pour capturer les criminels. Fandora détient l’un des deux joyaux maintenant l’équilibre de l’univers, ce qui lui confère des pouvoirs magiques. Par un concours de circonstances, Yogu Sogos (Yog Sothoth) rentre en possession de l’autre joyau qu’il utilise à des fins destructrices. Yogu Sogos cherche désormais à s’emparer du deuxième joyau pour devenir une divinité et dominer les dimensions. Face à cette menace, Fandora se résout de l’en empêcher.

## Fiche technique
- Titre :  Mujigen Hunter Fandora
- Titre alternatifs : Dream-dimension Hunter Fandora
- Réalisation : chaque épisode a un différent directeur
- Scénario : Koichi Minade, Takashi Yamada
- Character design : Gō Nagai
- Musique : Nozomi Aoki
- Pays d'origine :  Japon
- Année de production : 1985-1886
- Genre : science-fiction
- Durée : 3 x 35–45 minutes
- Dates de sortie française :

Liste des épisodes :
- 1-  Lem Fight Chapter (レム･ファイト編, Lemu Faito Hen?)
- 2-  Deddlandar Chapter (デッドランダー編, Deddo Landā Hen?)
- 3-  Fantos Chapter (ファントス編, Fantosu Hen?)

## Commentaire
Plusieurs clins d’œil ou emprunts sont faits à d’autres media, ainsi dans l’épisode 2, les Hellcats sont une bande de 3 jeunes femmes réminiscentes de Signé Cat's Eyes, dans l'épisode 3, le robot GK s’adapte à son vaisseau dans un habitacle externe à la manière de R2-D2 sur un X-wing dans Star wars.